# Чемпионат Европы по конькобежному спорту 1909
Чемпионат Европы по конькобежному спорту 1909 года — 17-й чемпионат Европы, который прошёл 23 по 24 января 1909 года в Будапеште (Австро-Венгрия). Чемпионат проводился на четырёх дистанциях: 500 метров — 1500 метров — 5000 метров — 10000 метров. В соревнованиях принимали участие только мужчины — 6 конькобежцев из 3-х стран. Победителем чемпионата Европы стал Оскар Матисен (Норвегия) призёрами — Томас Борер (Австро-Венгрия) и Мойе Эхольм (Швеция).

## Результаты чемпионата
| место | спортсмен       | страна   | очки | 500 м    | 1500 м     | 5000 м     | 10000 м     |
| ----- | --------------- | -------- | ---- | -------- | ---------- | ---------- | ----------- |
| 1     | Оскар Матисен   | Норвегия | 6    | 45,6 (1) | 2.29,9 (1) | 8.59,5 (2) | 19.12,0 (2) |
| 2     | Томас Борер     | Австрия  | 7    | 46,7 (3) | 2.31,3 (2) | 8.51,9 (1) | 18.49,4 (1) |
| 3     | Мойе Эхольм     | Швеция   | 11   | 46,4 (2) | 2.35,3 (3) | 9.20,0 (3) | 19.21,5 (3) |
| 4     | Сигурд Матисен  | Норвегия | 16   | 47,8 (4) | 2.37,1 (4) | 9.20,6 (4) | 20.07,5 (4) |
| Б/М   | Франц Шиллинг   | Австрия  | –    | 50,6 (6) | 2.43,0 (5) | 9.26,0 (5) | Н/Ф         |
| Б/М   | Милтиадес Манно | Венгрия  | –    | 48,7 (5) | –          | Н/С        | –           |